# غاستون بورش
غاستون بورش (بالفرنسية: Gaston Borch)‏ هو ملحن فرنسي، ولد في 8 مارس 1871 في جوينيس في فرنسا، وتوفي في 14 فبراير 1926 في ستوكهولم في السويد.

## وصلات خارجية
- غاستون بورش على موقع IMDb (الإنجليزية)
- غاستون بورش على موقع ميوزك برينز (الإنجليزية)
- غاستون بورش على موقع ديسكوغز (الإنجليزية)